# برايان ليدن
برايان ليدن (بالإنجليزية: Brian Leyden)‏ (1960 في جمهورية أيرلندا)؛ كاتب سيناريو وروائي أيرلندي.

## روابط خارجية
- برايان ليدن على موقع IMDb (الإنجليزية)